# Styl
Styl (z lat. stilus, rydlo, sloh) znamená původně charakteristický rukopis, později specifický charakter výtvarných děl a uměleckých předmětů (sloh), hudby (žánr) nebo i jiných lidských činností. Styl může charakterizovat umění určité doby (gotický, barokní styl nebo sloh), určitého prostředí (rustikální styl), určitého umělce (jeho „rukopis“) nebo vůbec určitého člověka („to není v jeho stylu“). Odborník může podle stylu rozpoznat, z jaké doby, z jakého prostředí, případně od kterého autora dané dílo pochází, i když je předtím nikdy neviděl nebo neslyšel.
V ještě širším smyslu může styl znamenat druh provedení, například v tanci, druh sportu („zápas ve volném stylu“) a podobně.
Odtud také stylový (např. stylový nábytek, stylová restaurace), odpovídající určitému prostředí a stylu. 
Téhož původu jsou i další slova:
- stylizace a stylizovat, ve výtvarném umění redukovat předmět na jeho charakteristické rysy
- stylistika, v jazykovědě nauka o literárním vyjadřování

| „                     | Styl je fysiognomie ducha. | “ |
| — Arthur Schopenhauer |                            |   |

## Vybrané typy a příklady
- bruselský styl – druh specifického výtvarného stylu
- životní styl – ucelený systém významných činností a vztahů, životních projevů a zvyklostí typických, charakteristických pro určitý živý objekt
- funkční styl – styl vymezený na základě funkce jazykového textu